# Habralictus metallicus
Habralictus metallicus är en biart som först beskrevs av Heinrich Friese 1917.  Habralictus metallicus ingår i släktet Habralictus och familjen vägbin. Inga underarter finns listade i Catalogue of Life.